# Teleklos
Teleklos (altgriechisch Τήλεκλος Tḗleklos, deutsch ‚der Weitbekannte‘) war in der griechischen Mythologie der Sohn des Archelaos und der achte oder neunte König von Sparta aus dem Haus der Agiaden, je nachdem man Menelaos als König mitzählt oder nicht.
Von Nedon aus besiedelter er Poiessa in Messenien, Eschiai und Tragium. Von den Achaiern eroberte er die Städte Amyklai, Pharis und Geranthrai, wobei sich die beiden zuletzt genannten kampflos ergaben. Während seiner Regierung wurde Nikandros König aus dem Hause der Eurypontiden.
Als sich Teleklos zum Tempel der Artemis Limnatis, der sowohl von den Messeniern und den Lakedaimoniern genutzt wurde, begab wurde er dort von Messeniern ermordet. Die Lakedaimonier behaupteten, die Messenier hätten lakedaimonische Mädchen bedrängt, als Teleklos diese beschützen wollte, wurde er von den Angreifern getötet. Die Mädchen hätten daraufhin Selbstmord begangen. Die Messenier hingegen sagten, dass Teleklos mit als Mädchen verkleideten Jünglingen in den Tempel gekommen sei, um messenische Vornehme zu töten. Die Messenier hätten sich gewehrt und Teleklos wäre hierbei getötet worden.
Nach Hieronymus regierte er 40 Jahre. In Sparta wurde ihm ein Heroon errichtet. Sein Nachfolger war sein Sohn Alkamenes.